# FLEX

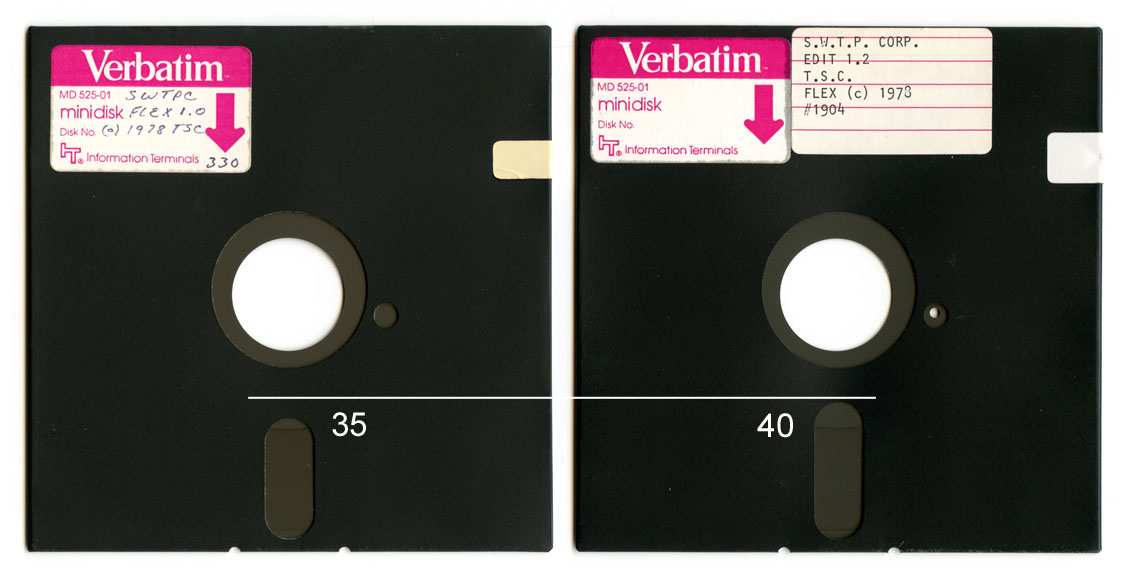
FLEX 1.0 och Edit 1.2

FLEX är ett monolitiskt operativsystem, utvecklat 1978, av Technical Systems Consultants (TSC) i West Lafayette, Indiana, för Motorola 6800.
FLEX är ett diskettbaserat operativsystem som använder en diskettstruktur på 256-byte-sektorer; diskstrukturen använder länkbyte i varje sektor för att indikera nästa sektor i en fil eller ledig lista. TSC (och andra) tillhandahöll flera programmeringsspråk, inklusive BASIC i två varianter (standard och utökad), Pre-compiled BASIC, Forth, C, Fortran och Pascal. 

## Historik
FLEX 1.0 distribuerades på 8-tums disketter, denna version var avsedd för SWPTC-datorer med DMA-kontroller. En nedbantad version avsedd för 5,25-tums disketter kallades för Mini-FLEX. FLEX 2.0, med nya drivrutiner för SWTPC's MF-68 släpptes i februari 1979. Den versionen portades senare till Motorola 6809 och fick namnet FLEX 9.0. Alla versioner är textbaserade och använder bildskärm, utskriftsterminaler som Teletype Model 33 ASR eller smarta terminaler. 
TSC utvecklade också en version av FLEX, Smoke Signal DOS, för den Kaliforniska hårdvarutillverkaren en:Smoke Signal Broadcasting.
Senare introducerade TSC det multitasking-, fleranvändar-, Unix-liknande operativsystemet UniFLEX.

## Kommandon
Följande kommando stöds av de olika versionerna av FLEX.

Programmen nedan i fetstil är de som följde med i FLEX 2 eller FLEX 9, de övriga är tilläggsprogram skapade av SWPTC och/eller Smoke Signal Broadcasting för deras version av FLEX.
- APPEND
- ASMB
- ASN
- BACKUP
- BUILD
- CAT
- COPY
- COPYNEW
- C4MAT
- CLEAN
- DATE
- DELETE
- ECHO
- EDIT
- EXEC
- FIX
- GET
- I
- JUMP
- LINK
- LIST
- MEMTEST1
- MON
- N
- NEWDISK
- O
- P
- P.COR
- PO
- PRINT
- PROT
- PSP
- Q
- QCHECK
- READPROM
- RENAME
- RM
- S
- SAVE
- SAVE.LOW
- STARTUP
- SBOX
- SP
- TOUCH
- TTYSET
- UCAL
- USEMF
- VER
- VERIFY
- VERSION
- WRITPROM
- XOUT
- Y